# 李存实
李存实（9世纪—908年），唐朝末年将领，李克用的义子。
908年正月，晋王李克用去世，其子李存勖嗣位。李克用之弟李克宁以李存勖年少，有时托疾不朝，有时见而不拜。李存实和李存颢对李克宁说：“兄亡弟及，古之道也。以叔拜侄，安有此理？人生富贵，当自取之。”李克宁说：“吾家三世，父慈子孝，先王的基业有了归属，我有什么希求！”但是最后李克宁还是动心。张承业得知后，召见李存璋、吴珙、李存敬、长直军使朱守殷，在二月廿一日，在酒宴中逮捕把李克宁、李存颢、存实等人捕杀。